# 洲本川
洲本川（すもとがわ）は、兵庫県の淡路島東部の洲本平野を流れる二級河川洲本川水系の本川である。

## 概要
兵庫県洲本市鮎屋（あいや）にある諭鶴羽山地の兜布丸山（かぶとやま）に源を発し、鮎屋川（あいやがわ）として北流したあと南あわじ市広田で洲本平野に入り、東へ向きを変えて洲本市納で初尾川と合流
して洲本川となり、大阪湾に注ぐ。河川法による幹川延長は約11.5km。
河口から2.3kmの下加茂橋付近までは感潮区間となっている。
かつて下流域は宇山付近で南に蛇行し、現在の洲本バスセンター付近が河口であったが、1904年（明治37年）に河口から千草川合流点までを現在の位置に付け替えている。

## 歴史
洲本市は河口洲の上に広がる低地で、洲本川が氾濫するたびに市街地に多大な被害を被ってきた。古いものでは1764年（宝暦14年）に紺屋町（現在の本町七丁目、本町八丁目の一部）で床上20cmの浸水記録が残されている。また千草川には 江戸時代に築かれた「まい込み」と呼ばれる石組みの水制工が今も残っている。
1904年（明治37年）には
1. 河道を直線にして流下能力を向上させ、洲本川の氾濫を防止する。
2. 当時河口にあった洲本港を洲本川と分離し、港に土砂が堆積しないようにする。
3. 洲本川付け替えにより市街地を北側に拡大する。

上記3点を目的に河口から千草川合流点までを現在の位置に付け替える大規模な改修工事が行われた。洲本川付け替えの偉業をたたえ当時の洲本町長の岩田康郎の像が洲本バスセンターにある。また、洲本バスセンター前の道路は彼にちなみ「いわた通り」と名づけられている。
付け替えによって埋め立てられた土地には、淡路紡績（鐘淵紡績が買収、のちのカネボウ）の工場を誘致し社宅も含め企業城下町が形成された。現在は紡績業の衰退によりカネボウは撤退し、イオン洲本ショッピングセンター、洲本市文化体育館、洲本市立図書館、などになっている。潮地区（塩屋・炬口・宇山）が川の両側で分断されているのはこの洲本川の付け替えのためである。潮地区と松の内（内町・外町）の境界がかつて洲本川が流れていた場所になる。
その後も氾濫はたびたび起こっていて、改修工事が続けられている。
- 1965年（昭和40年）9月の昭和40年台風第23・24・25号による洪水[2]。初尾川が緑町広田（現在の南あわじ市広田）により氾濫。死者2名、全半壊274戸、浸水4,372戸。
- 1979年（昭和54年）9月の台風16号による洪水。洲本川が上内膳で氾濫。浸水4,365戸。
- 2004年（平成16年）10月の台風23号による洪水。千草川と洲本川が氾濫。死者5名、浸水3,496戸。この災害復旧では激甚災害対策特別緊急事業によって支流・上流域で付け替え・拡幅工事など、下流域では浚渫工事などが行われた。

## 支流
下流より合流順に記載、括弧内は流域自治体
- 千草川
  - 樋戸野川
  - 竹原川
  - 猪鼻川
- 巽川
- 奥畑川
- 初尾川（南あわじ市）
- 鮎屋川（一部、南あわじ市）

## 橋梁
下流より記載
- 洲浜橋（斜張橋）
- （塩屋橋）

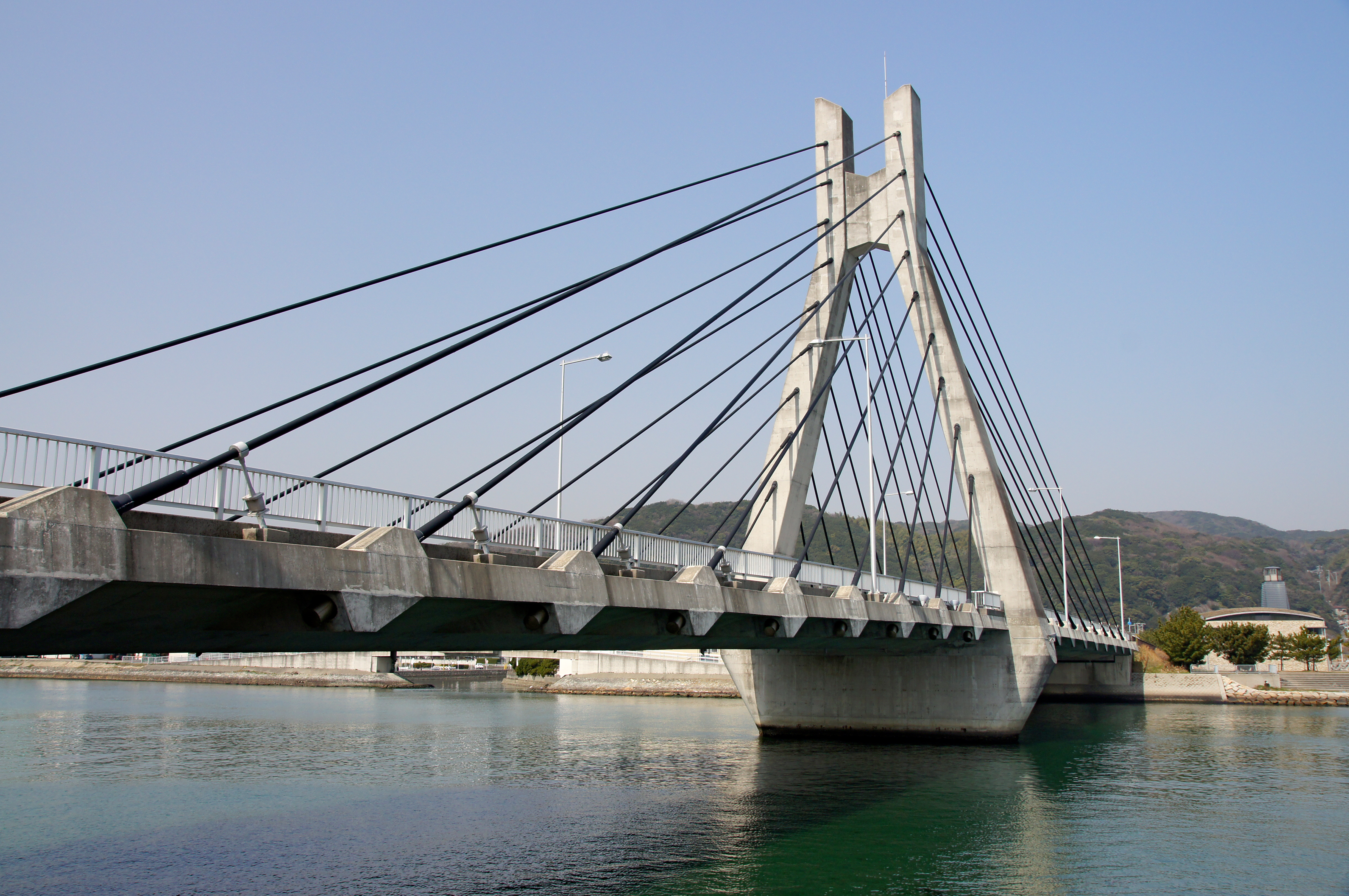
洲浜橋

  - 橋桁は1958年（昭和33年）に撤去、橋脚のみ残っていたが災害復旧工事に絡み撤去された。当時の橋桁は浜坂町の戸田橋を経て、現在は県立淡路島公園に移設されている。
- 洲本橋（3代目）
  - 兵庫県道76号洲本灘賀集線
- 潮橋（2代目）
  - 現在の潮橋はかつて淡路交通鉄道線の洲本川橋梁があった場所にある。初代の潮橋は現在よりも下流寄りにあった。
- 銀橋
- 不二美橋
- 青雲橋
  - 国道28号洲本バイパスの開通により新たに架けられた橋である。
- 下加茂橋
  - 兵庫県道474号下内膳物部線
- 新加茂橋
  - 兵庫県道125号洲本松帆線
- 上加茂橋
  - 兵庫県道474号下内膳物部線
- 川渕橋
- 大森谷橋
- 新桑間橋
- 桑間橋
  - 兵庫県道125号洲本松帆線

## 河川施設
- 大城池（アースダム）
- 鮎屋川ダム
- 初尾川ダム
- 猪鼻第一ダム
- 猪鼻第二ダム
- 竹原ダム
- 奥畑浄水場